# Zeno Debast
Zeno Koen Debast (Halle, 24 de outubro de 2003) é um futebolista belga que atua como zagueiro. Atualmente, defende o Sporting e a Seleção Belga.

## Carreira

### Anderlecht
Debast é jogador de base do Anderlecht, assinando seu primeiro contrato em outubro de 2019. Ele fez sua estreia profissional em 2 de maio de 2021, em um empate por 2 a 2 na Jupiler Pro League contra o Club Brugge.
Em 11 de junho de 2024, durante uma entrevista para o Het Laatste Nieuws, Debast confirmou que havia concordado com os termos pessoais para jogar no Sporting a partir da temporada 2024-25.

### Sporting
Em 4 de julho, Debast assinou um contrato de cinco anos com o Sporting, da Primeira Liga, por uma taxa de €15,5 milhões, mais €5,5 milhões em complementos e uma cláusula de venda de 15% em favor do Anderlecht.
Em 7 de agosto, ele fez sua estreia pelo clube, onde cometeu dois erros, que levaram ao primeiro e segundo gols do rival Porto na derrota por 4 a 3 na Supertaça Cândido de Oliveira de 2024. Isso resultou na perda de sua vaga de titular. No entanto, em 17 de setembro, com o titular Eduardo Quaresma sendo afastado devido a uma lesão no joelho, Debast foi confiado de volta ao onze inicial, marcando seu primeiro gol pelo clube, e o primeiro gol de sua carreira, ao marcar um chute de fora da área na vitória do Sporting por 2 a 0 sobre o Lille durante a primeira rodada da fase da Champions League.

## Carreira internacional
Em setembro de 2022, Debast recebeu sua primeira convocação para a seleção principal belga para as partidas da Liga das Nações da UEFA de 2022–23 contra o País da Gales e a Holanda. Ele estreou contra o País de Gales em 22 de setembro, que terminou em uma vitória por 2 a 1. Debast também foi convocado para a seleção da Bélgica para a Copa do Mundo FIFA de 2022 em 10 de novembro de 2022.

## Títulos
Sporting
- Primeira Liga: 2024–25[11]
- Taça de Portugal: 2024–25[12]